# 英雄ユリシーズ
「英雄ユリシーズ」（Tales of Brave Ulysses）は、クリームが1967年に発表した楽曲。

## 概要
漫画家のマーティン・シャープ（Martin Sharp）は、編集者のリチャード・ネヴィル、リチャード・ウォルシュらと1963年、シドニーでアングラ雑誌『Oz』を創刊。同誌の制作に長く関わっていたが、1966年2月にネヴィルとともにイギリスに渡った。写真家のロバート・ウィテカーとまだロンドンのチェルシーに共同スタジオを構える前、ネヴィルの姉で作家のジル・ネヴィルの家に居候していた頃にシャープはナイトクラブ「ザ・スピークイージー」で、あるミュージシャンを紹介される。シャープが「最近書いた詩があるんだ」と話すと、相手は自分の曲につける新しい詞を探していたところだと答えた。シャープは気前よくナプキンに詩と住所を書き留め、その人物に渡した。
シャープが出会ったミュージシャンはクリームのエリック・クラプトンであった。クラプトンの頭の中にはラヴィン・スプーンフルの「サマー・イン・ザ・シティ」に着想を得た曲がちょうどあり、シャープの詩をのせて「英雄ユリシーズ」を完成させた。
レコーディングは1967年5月、ニューヨークのアトランティック・スタジオで行われた。リード・ボーカルはジャック・ブルースが務めた。
同年6月9日、シングル「ストレンジ・ブルー」のB面として発売された。その後、セカンド・アルバム『カラフル・クリーム』に収録された。シャープとロバート・ウィテカーは『カラフル・クリーム』のジャケットの制作に携わった。
1972年発売のライブ・アルバム『ライヴ・クリーム Vol.2』にライブ・バージョンが収録されている。

## 演奏者
- エリック・クラプトン - ギター
- ジャック・ブルース - ベース、リード・ボーカル
- ジンジャー・ベイカー - ドラムズ